# 清和街道
清和街道，是中华人民共和国吉林省长春市朝阳区下辖的一个乡镇级行政单位。

## 行政区划
清和街道下辖以下地区：
西朝阳社区、万宝社区、青云社区、南昌社区、铁路社区和普庆社区。